# Ropalidia nilssoni
Ropalidia nilssoni är en getingart som beskrevs av Giordani Soika 1991. Ropalidia nilssoni ingår i släktet Ropalidia och familjen getingar. Inga underarter finns listade i Catalogue of Life.